# Élections municipales de 2017 dans Bonaventure
Pour un article plus général, voir Élections municipales de 2017 en Gaspésie–Îles-de-la-Madeleine.
Cet article concerne les élections municipales de 2017 en Gaspésie–Îles-de-la-Madeleine  dans la municipalité régionale de comté de Bonaventure.

## Bonaventure
| Candidats pour la mairie                 | Vote | %     |
| ---------------------------------------- | ---- | ----- |
| Roch Audet (Sortant)                     | 719  | 48,17 |
| Bernard Babin (Sortant d'un autre poste) | 540  | 36,59 |
| Caroline Duchesne                        | 217  | 14,70 |
| Taux de participation : 64,3 %           |      |       |

| Candidats conseiller #1 | Vote            | %               |
| ----------------------- | --------------- | --------------- |
| Richard Desbiens        | Sans opposition | Sans opposition |

| Candidats conseiller #2 | Vote | %     |
| ----------------------- | ---- | ----- |
| Pierre Gagnon           | 748  | 51,37 |
| Sonia Arsenault         | 708  | 48,63 |

| Candidats conseiller #3                        | Vote  | %     |
| ---------------------------------------------- | ----- | ----- |
| Rose-Marie Poirier (Sortante d'un autre poste) | 1 011 | 70,21 |
| Suzanne Sleigher                               | 429   | 29,79 |

| Candidats conseiller #4         | Vote            | %               |
| ------------------------------- | --------------- | --------------- |
| Jean-Charles (Hermel) Arsenault | Sans opposition | Sans opposition |

| Candidats conseiller #5 | Vote  | %     |
| ----------------------- | ----- | ----- |
| Véronique Gauthier      | 1 076 | 74,46 |
| Micheline Gauthier      | 369   | 25,54 |

| Candidats conseiller #6   | Vote | %     |
| ------------------------- | ---- | ----- |
| Benoit Poirier            | 748  | 51,91 |
| Viviane Bujold (Sortante) | 693  | 48,09 |

- Démission de Rose-Marie Poirier (conseillère #3) peu avant le 2 novembre 2020[1].

## Caplan
| Candidats pour la mairie       | Vote | %     |
| ------------------------------ | ---- | ----- |
| Lise Castilloux (Sortante)     | 597  | 51,02 |
| Doris Boissonnault             | 569  | 48,80 |
| Taux de participation : 67,6 % |      |       |

| Candidats conseiller #1 | Vote | %     |
| ----------------------- | ---- | ----- |
| Jean-Marie Chouinard    | 689  | 59,81 |
| Jules Arsenault         | 463  | 40,19 |

| Candidats conseiller #2                     | Vote | %     |
| ------------------------------------------- | ---- | ----- |
| Jean-Marc Moses (Sortant)                   | 614  | 53,21 |
| Jean-Guy Morneau (Sortant d'un autre poste) | 540  | 46,79 |

| Candidats conseiller #3 | Vote | %     |
| ----------------------- | ---- | ----- |
| Keven Desbois (Sortant) | 687  | 59,69 |
| Paul-Renaud Poirier     | 464  | 40,31 |

| Candidats conseiller #4 | Vote | %     |
| ----------------------- | ---- | ----- |
| Nadine Arsenault        | 588  | 50,91 |
| Cindy Bujold            | 567  | 49,09 |

| Candidats conseiller #5    | Vote | %     |
| -------------------------- | ---- | ----- |
| Jean-François Nellis       | 659  | 56,81 |
| Louis-Paul Audet (Sortant) | 501  | 43,19 |

| Candidats conseiller #6        | Vote | %     |
| ------------------------------ | ---- | ----- |
| Wilson Appleby                 | 626  | 53,92 |
| Jean-Bertrand Molloy (Sortant) | 535  | 46,08 |

## Cascapédia–Saint-Jules
| Candidats pour la mairie                | Vote | %     |
| --------------------------------------- | ---- | ----- |
| Gaetan (Guy) Boudreau                   | 278  | 77,01 |
| Allan Barter (Sortant d'un autre poste) | 70   | 19,39 |
| Brigitte Beaudoin                       | 13   | 3,60  |
| Taux de participation : 58,5 %          |      |       |

| Candidats conseiller #1 | Vote            | %               |
| ----------------------- | --------------- | --------------- |
| Réal Bujold (Sortant)   | Sans opposition | Sans opposition |

| Candidats conseiller #2 | Vote            | %               |
| ----------------------- | --------------- | --------------- |
| Susan Sexton (Sortante) | Sans opposition | Sans opposition |

| Candidats conseiller #3    | Vote | %     |
| -------------------------- | ---- | ----- |
| Ashley Milligan (Sortante) | 235  | 66,57 |
| Luke Jeffrey Harrison      | 118  | 33,43 |

| Candidats conseiller #4 | Vote | %     |
| ----------------------- | ---- | ----- |
| France Bujold           | 145  | 40,73 |
| Rickey Barter (Sortant) | 137  | 38,48 |
| Jenna Boudreau          | 74   | 20,79 |

| Candidats conseiller #5  | Vote | %     |
| ------------------------ | ---- | ----- |
| François Blais (Sortant) | 259  | 73,16 |
| Kim Barter               | 95   | 26,84 |

| Candidats conseiller #6 | Vote | %     |
| ----------------------- | ---- | ----- |
| Michel Boudreau         | 183  | 51,55 |
| Dwight Coull            | 67   | 18,87 |
| Julia Coull             | 55   | 15,49 |
| Sarah Nellis            | 50   | 14,08 |

- Décès de Réal Bujold (conseiller #1) à l'âge de 48 ans en mars 2018[2].

- Élection de Margaret-Ann Cooke au poste de conseillère #1[2].

| Candidats conseiller #1 | Vote | %   |
| ----------------------- | ---- | --- |
| Margaret-Ann Cooke      | 112  | n/d |
| Allan Barter            | n/d  | n/d |
| n/d                     | n/d  | n/d |

## Hope
| Candidats pour la mairie | Vote            | %               |
| ------------------------ | --------------- | --------------- |
| Hazen Whittom (Sortant)  | Sans opposition | Sans opposition |

| Candidats conseiller #1      | Vote            | %               |
| ---------------------------- | --------------- | --------------- |
| Laurette Chapados (Sortante) | Sans opposition | Sans opposition |

| Candidats conseiller #2 | Vote            | %               |
| ----------------------- | --------------- | --------------- |
| Claude Roussy (Sortant) | Sans opposition | Sans opposition |

| Candidats conseiller #3   | Vote            | %               |
| ------------------------- | --------------- | --------------- |
| Magella Grenier (Sortant) | Sans opposition | Sans opposition |

| Candidats conseiller #4   | Vote            | %               |
| ------------------------- | --------------- | --------------- |
| Delisca Doucet (Sortante) | Sans opposition | Sans opposition |

| Candidats conseiller #5    | Vote            | %               |
| -------------------------- | --------------- | --------------- |
| Réjean Desroches (Sortant) | Sans opposition | Sans opposition |

| Candidats conseiller #6        | Vote            | %               |
| ------------------------------ | --------------- | --------------- |
| Patricia Delarosbil (Sortante) | Sans opposition | Sans opposition |

## Hope Town
| Candidats pour la mairie    | Vote            | %               |
| --------------------------- | --------------- | --------------- |
| Linda MacWhirter (Sortante) | Sans opposition | Sans opposition |

| Candidats conseiller #1     | Vote | %     |
| --------------------------- | ---- | ----- |
| Margeret Hackett (Sortante) | 170  | 67,73 |
| Layn Hayes                  | 81   | 32,27 |

| Candidats conseiller #2   | Vote | %     |
| ------------------------- | ---- | ----- |
| Lida Francoeur (Sortante) | 185  | 71,98 |
| Gwenda Joanne Ross        | 72   | 28,02 |

| Candidats conseiller #3 | Vote | %     |
| ----------------------- | ---- | ----- |
| Larry Dow (Sortant)     | 171  | 68,13 |
| Louise Jones            | 80   | 31,87 |

| Candidats conseiller #4 | Vote | %     |
| ----------------------- | ---- | ----- |
| William Dow             | 145  | 57,77 |
| Tracy Major             | 106  | 42,23 |

| Candidats conseiller #5    | Vote | %     |
| -------------------------- | ---- | ----- |
| Salomon Grenier (Sortante) | 135  | 52,12 |
| Vincent McRae              | 124  | 47,88 |

| Candidats conseiller #6        | Vote | %     |
| ------------------------------ | ---- | ----- |
| Élizabeth Thériault (Sortante) | 115  | 44,92 |
| Daniel Gignac                  | 79   | 30,86 |
| Gisele Delarosbil              | 62   | 24,22 |

## New Carlisle
| Candidats pour la mairie                   | Vote | %     |
| ------------------------------------------ | ---- | ----- |
| Stephen Chatterton (Sortant)               | 382  | 50,46 |
| Wilfrid Larocque                           | 223  | 29,46 |
| Freddy Boudreau (Sortant d'un autre poste) | 152  | 20,08 |
| Taux de participation : 61,2 %             |      |       |

| Candidats conseiller #1 | Vote | %     |
| ----------------------- | ---- | ----- |
| Betty-Anne Smollett     | 289  | 38,95 |
| Stephen Leberre         | 275  | 37,06 |
| Brenda Flowers          | 113  | 15,23 |
| Graham Wylie            | 65   | 8,76  |

| Candidats conseiller #2 | Vote | %     |
| ----------------------- | ---- | ----- |
| Brent Hocquart          | 505  | 67,33 |
| Oscar Smith             | 245  | 32,67 |

| Candidats conseiller #3 | Vote | %     |
| ----------------------- | ---- | ----- |
| Cathy-Lise Belisle      | 382  | 51,28 |
| Brian Crozier           | 137  | 18,39 |
| Gregory Prentice        | 137  | 18,39 |
| Dean Flowers            | 89   | 11,95 |

| Candidats conseiller #4      | Vote | %     |
| ---------------------------- | ---- | ----- |
| Jacqueline Mallet (Sortante) | 529  | 70,63 |
| Jerome Aubut                 | 220  | 29,37 |

| Candidats conseiller #5 | Vote | %     |
| ----------------------- | ---- | ----- |
| Francis V. Moran        | 458  | 61,39 |
| Cathy Brown (Sortante)  | 288  | 38,61 |

| Candidats conseiller #6 | Vote            | %               |
| ----------------------- | --------------- | --------------- |
| David Thibault          | Sans opposition | Sans opposition |

## New Richmond
| Candidats pour la mairie | Vote            | %               |
| ------------------------ | --------------- | --------------- |
| Éric Dubé (Sortant)      | Sans opposition | Sans opposition |

| Candidats conseiller #1   | Vote | %     |
| ------------------------- | ---- | ----- |
| Jacques Rivière (Sortant) | 671  | 83,88 |
| Steve Casey               | 129  | 16,13 |

| Candidats conseiller #2   | Vote            | %               |
| ------------------------- | --------------- | --------------- |
| François Bujold (Sortant) | Sans opposition | Sans opposition |

| Candidats conseiller #3 | Vote            | %               |
| ----------------------- | --------------- | --------------- |
| Jean Cormier (Sortant)  | Sans opposition | Sans opposition |

| Candidats conseiller #4      | Vote            | %               |
| ---------------------------- | --------------- | --------------- |
| Jean-Pierre Querry (Sortant) | Sans opposition | Sans opposition |

| Candidats conseiller #5 | Vote            | %               |
| ----------------------- | --------------- | --------------- |
| René Leblanc (Sortant)  | Sans opposition | Sans opposition |

| Candidats conseiller #6         | Vote            | %               |
| ------------------------------- | --------------- | --------------- |
| Geneviève Braconnier (Sortante) | Sans opposition | Sans opposition |

## Paspébiac
| Candidats pour la mairie                       | Vote  | %     |
| ---------------------------------------------- | ----- | ----- |
| Regent Bastien                                 | 1 085 | 58,33 |
| Frédéric Delarosbil (Sortant d'un autre poste) | 650   | 34,95 |
| Kamel-Eddine Habiche                           | 125   | 6,72  |
| Taux de participation : 65,9 %                 |       |       |

| Candidats conseiller #1 | Vote  | %     |
| ----------------------- | ----- | ----- |
| Solange Castilloux      | 1 108 | 60,25 |
| Rémi Whittom (Sortant)  | 731   | 39,75 |

| Candidats conseiller #2     | Vote | %     |
| --------------------------- | ---- | ----- |
| Nathalie Castilloux         | 929  | 50,65 |
| Christian Grenier (Sortant) | 905  | 49,35 |

| Candidats conseiller #3    | Vote  | %     |
| -------------------------- | ----- | ----- |
| Alain Delarosbil (Sortant) | 1 083 | 59,12 |
| Jean-Marie Denis           | 749   | 40,88 |

| Candidats conseiller #4 | Vote  | %     |
| ----------------------- | ----- | ----- |
| Florian Duchesneau      | 1 108 | 60,51 |
| Bernard Pelletier       | 723   | 39,49 |

| Candidats conseiller #5 | Vote            | %               |
| ----------------------- | --------------- | --------------- |
| Hébert Huard (Sortant)  | Sans opposition | Sans opposition |

| Candidats conseiller #6 | Vote            | %               |
| ----------------------- | --------------- | --------------- |
| Gina Samson (Sortante)  | Sans opposition | Sans opposition |

Élections partielles aux postes de conseiller #3 et #6 le 16 septembre 2018
- Organisées en raison des démissions des conseillers Alain Delarosbil et Gina Samson en mai 2018[4].

| Candidats conseiller #3 | Vote | %    |
| ----------------------- | ---- | ---- |
| Henri Alain             | 487  | 54,2 |
| Jacques Anglehart       | 412  | 45,8 |

| Candidats conseiller #6 | Vote | %    |
| ----------------------- | ---- | ---- |
| Roméo Briand            | 653  | 71,9 |
| Jean-Marie Castilloux   | 255  | 28,1 |

## Saint-Alphonse
| Partis                         | Partis                   | Candidats pour la mairie | Vote | %     |
| ------------------------------ | ------------------------ | ------------------------ | ---- | ----- |
|                                | Indépendant              | Gérard Porlier (Sortant) | 251  | 58,92 |
|                                | Démocratie Participative | Bertin St-Onge           | 175  | 41,08 |
| Taux de participation : 69,7 % |                          |                          |      |       |

| Partis | Partis                   | Candidats conseiller #1 | Vote | %     |
| ------ | ------------------------ | ----------------------- | ---- | ----- |
|        | Indépendant              | Steven Allain (Sortant) | 241  | 56,31 |
|        | Démocratie Participative | Jimmy Bernard           | 187  | 43,69 |

| Partis | Partis                   | Candidats conseiller #2 | Vote | %     |
| ------ | ------------------------ | ----------------------- | ---- | ----- |
|        | Démocratie Participative | Sylvie Dugas            | 246  | 57,75 |
|        | Indépendant              | Luc Poirier (Sortant)   | 180  | 42,25 |

| Partis | Partis                   | Candidats conseiller #3 | Vote | %     |
| ------ | ------------------------ | ----------------------- | ---- | ----- |
|        | Indépendant              | Cynthia Therrien-Samson | 256  | 60,24 |
|        | Démocratie Participative | Jacques Ouellet         | 169  | 39,76 |

| Partis | Partis                   | Candidats conseiller #4 | Vote            | %               |
| ------ | ------------------------ | ----------------------- | --------------- | --------------- |
|        | Démocratie Participative | Rolande Duguay          | Sans opposition | Sans opposition |

| Partis | Partis                   | Candidats conseiller #5 | Vote            | %               |
| ------ | ------------------------ | ----------------------- | --------------- | --------------- |
|        | Démocratie Participative | Jean-Guy Bernard        | Sans opposition | Sans opposition |

| Partis | Partis                   | Candidats conseiller #6  | Vote | %     |
| ------ | ------------------------ | ------------------------ | ---- | ----- |
|        | Indépendant              | Yves Barriault (Sortant) | 314  | 73,88 |
|        | Démocratie Participative | Steve Villeneuve         | 111  | 26,12 |

- Démission de Rolande Duguay (conseillère #4) pour cause de déménagement hors de la municipalité en octobre 2019[5].

- Élection de François Poirier au poste de conseiller #4 le 19 janvier 2020[5].

| Candidats conseiller #4 | Vote | %   |
| ----------------------- | ---- | --- |
| François Poirier        | n/d  | n/d |
| Doly Fournier           | n/d  | n/d |
| Vanessa Poirier-Leblanc | n/d  | n/d |

- Démission de Jean-Guy Bernard (conseiller #5) peu avant le 28 septembre 2020[6].

- Démission de Sylvie Dugas (conseillère #2) peu avant le 28 septembre 2020[7].

## Saint-Elzéar
| Candidats pour la mairie       | Vote | %     |
| ------------------------------ | ---- | ----- |
| Marie-Louis Bourdages          | 270  | 91,22 |
| Raymond Marcoux (Sortant)      | 26   | 8,78  |
| Taux de participation : 64,6 % |      |       |

| Candidats conseiller #1 | Vote | %     |
| ----------------------- | ---- | ----- |
| Marie-Ève Poirier       | 196  | 66,89 |
| Gilles Hébert (Sortant) | 97   | 33,11 |

| Candidats conseiller #2 | Vote | %     |
| ----------------------- | ---- | ----- |
| Pierre Marcoux          | 120  | 40,96 |
| Karine Major            | 106  | 36,18 |
| Charles-Omer Arsenault  | 67   | 22,87 |

| Candidats conseiller #3 | Vote            | %               |
| ----------------------- | --------------- | --------------- |
| André Bujold (Sortant)  | Sans opposition | Sans opposition |

| Candidats conseiller #4     | Vote            | %               |
| --------------------------- | --------------- | --------------- |
| Sébastien Maltais (Sortant) | Sans opposition | Sans opposition |

| Candidats conseiller #5  | Vote | %     |
| ------------------------ | ---- | ----- |
| Claude Poirier (Sortant) | 204  | 69,39 |
| Caroline Roussy          | 90   | 30,61 |

| Candidats conseiller #6 | Vote | %     |
| ----------------------- | ---- | ----- |
| Claude Fischbach        | 156  | 53,24 |
| Jean-Dark Poirier       | 94   | 32,08 |
| Roger Côté              | 43   | 14,68 |

## Saint-Godefroi
| Candidats pour la mairie       | Vote | %     |
| ------------------------------ | ---- | ----- |
| Genade Grenier                 | 166  | 55,33 |
| Gérard Raymond Blais (Sortant) | 134  | 44,67 |
| Taux de participation : 82,0 % |      |       |

| Candidats conseiller #1   | Vote            | %               |
| ------------------------- | --------------- | --------------- |
| Alfred Larocque (Sortant) | Sans opposition | Sans opposition |

| Candidats conseiller #2     | Vote | %     |
| --------------------------- | ---- | ----- |
| Laurette Grenier (Sortante) | 165  | 55,18 |
| Gérard Boudreau             | 134  | 44,82 |

| Candidats conseiller #3   | Vote            | %               |
| ------------------------- | --------------- | --------------- |
| Gérard Litalien (Sortant) | Sans opposition | Sans opposition |

| Candidats conseiller #4 | Vote | %     |
| ----------------------- | ---- | ----- |
| Linda Roussy            | 161  | 55,52 |
| Ghislaine Huard         | 129  | 44,48 |

| Candidats conseiller #5 | Vote | %     |
| ----------------------- | ---- | ----- |
| Diane Aubut (Sortante)  | 189  | 62,79 |
| Sylvain Badran          | 112  | 37,21 |

| Candidats conseiller #6 | Vote | %     |
| ----------------------- | ---- | ----- |
| Nancy Huard             | 135  | 44,85 |
| Marielle Thériault      | 124  | 41,20 |
| Germaine Duguay         | 42   | 13,95 |

## Saint-Siméon
| Candidats pour la mairie                  | Vote | %     |
| ----------------------------------------- | ---- | ----- |
| Denis Gauthier (Sortant d'un autre poste) | 463  | 64,39 |
| Denis Drouin (Sortant d'un autre poste)   | 256  | 35,61 |
| Taux de participation : 70,2 %            |      |       |

| Candidats conseiller #1 | Vote            | %               |
| ----------------------- | --------------- | --------------- |
| Richard Bourdages       | Sans opposition | Sans opposition |

| Candidats conseiller #2 | Vote            | %               |
| ----------------------- | --------------- | --------------- |
| Pierre Sarrazin         | Sans opposition | Sans opposition |

| Candidats conseiller #3   | Vote            | %               |
| ------------------------- | --------------- | --------------- |
| Annie Lévesque (Sortante) | Sans opposition | Sans opposition |

| Candidats conseiller #4 | Vote | %     |
| ----------------------- | ---- | ----- |
| Pier-Olivier Bujold     | 438  | 61,43 |
| Armand Paquet           | 275  | 38,57 |

| Candidats conseiller #5                  | Vote | %     |
| ---------------------------------------- | ---- | ----- |
| Dial Lepage (Sortant)                    | 448  | 63,28 |
| Daniel Paquet (Sortant d'un autre poste) | 260  | 36,72 |

| Candidats conseiller #6            | Vote            | %               |
| ---------------------------------- | --------------- | --------------- |
| Stéphane-Alexandre Blais (Sortant) | Sans opposition | Sans opposition |

- Expiration du mandat de Pier-Olivier Bujold (conseiller #4) en raison d'un défaut d'assister au séance du conseil pendant 90 jours consécutifs avec l'application de l'article 317 de la Loi sur les élections et les référendums dans les municipalités le 3 février 2020[8].

## Shigawake
| Candidats pour la mairie                | Vote | %     |
| --------------------------------------- | ---- | ----- |
| Colette Dow (Sortante d'un autre poste) | 153  | 65,67 |
| Denzil John Ross (Sortant)              | 80   | 34,33 |
| Taux de participation : 75,2 %          |      |       |

| Candidats conseiller #1 | Vote            | %               |
| ----------------------- | --------------- | --------------- |
| Marcel Gagnon           | Sans opposition | Sans opposition |

| Candidats conseiller #2 | Vote            | %               |
| ----------------------- | --------------- | --------------- |
| Nancy Skene (Sortante)  | Sans opposition | Sans opposition |

| Candidats conseiller #3 | Vote | %     |
| ----------------------- | ---- | ----- |
| Georgette Chapados      | 142  | 60,17 |
| Kathy Ann Dolbec        | 94   | 39,83 |

| Candidats conseiller #4 | Vote | %     |
| ----------------------- | ---- | ----- |
| Joseph Blais (Sortant)  | 138  | 58,47 |
| John Ross               | 98   | 41,53 |

| Candidats conseiller #5    | Vote            | %               |
| -------------------------- | --------------- | --------------- |
| Rolande Couture (Sortante) | Sans opposition | Sans opposition |

| Candidats conseiller #6     | Vote            | %               |
| --------------------------- | --------------- | --------------- |
| Jean-Claude Huard (Sortant) | Sans opposition | Sans opposition |